# Oxylamia mimotrianguligera
Oxylamia mimotrianguligera là một loài bọ cánh cứng trong họ Cerambycidae.